# Serie A2 1990-1991 (pallacanestro femminile)
Il campionato di Serie A2 1990-1991 di pallacanestro femminile è stato l'11º organizzato in Italia.

## Stagione regolare
La stagione regolare è iniziata 29 settembre 1990 e si è conclusa il 1º aprile 1991.

### Girone Nord

#### Classifica
|  | Pos. | Squadra                        | Pt | G  | V  | P  | PtF  | PtS  |
|  | ---- | ------------------------------ | -- | -- | -- | -- | ---- | ---- |
|  | 1.   | Wit Boy Montecchio             | 48 | 26 | 24 | 2  | 1841 | 1557 |
|  | 2.   | Ferrara                        | 40 | 26 | 20 | 6  | 2001 | 1717 |
|  | 3.   | Sireg Lissone                  | 40 | 26 | 20 | 6  | 2007 | 1736 |
|  | 4.   | Tartarini Bologna              | 32 | 25 | 16 | 9  | 1715 | 1624 |
|  | 5.   | Basket Florence                | 28 | 25 | 14 | 11 | 1715 | 1694 |
|  | 6.   | Unitecna San Giovanni Valdarno | 26 | 26 | 13 | 13 | 1846 | 1726 |
|  | 7.   | GEAS Sesto San Giovanni        | 26 | 26 | 13 | 13 | 1795 | 1671 |
|  | 8.   | Electronic Senigallia          | 26 | 26 | 13 | 13 | 1736 | 1826 |
|  | 9.   | Saab Pavia                     | 24 | 26 | 12 | 14 | 1684 | 1674 |
|  | 10.  | Riccelli Rho                   | 22 | 26 | 11 | 15 | 1800 | 1771 |
|  | 11.  | Pakelo S. Bonifacio            | 20 | 26 | 10 | 16 | 1653 | 1771 |
|  | 12.  | Sant'Ambrogio                  | 18 | 26 | 9  | 17 | 1708 | 1730 |
|  | 13.  | Monteshell Muggia              | 10 | 26 | 5  | 21 | 1687 | 1867 |
|  | 14.  | Arkofarm Abano                 | 2  | 26 | 1  | 25 | 1239 | 2063 |

Legenda:
      Partecipante ai play-off.
 Promossa dopo i play-off in Serie A1 1991-1992.
      Retrocessa direttamente in Serie B 1991-1992.
Regolamento:
Due punti a vittoria, zero a sconfitta.
In caso di arrivo a pari punti, contano gli scontri diretti e la classifica avulsa.

### Girone Sud

#### Classifica
|  | Pos. | Squadra             | Pt | G  | V  | P  | PtF  | PtS  |
|  | ---- | ------------------- | -- | -- | -- | -- | ---- | ---- |
|  | 1.   | Pitagora Pescara    | 40 | 26 | 20 | 6  | 2160 | 1599 |
|  | 2.   | Despar Pescara      | 34 | 26 | 17 | 9  | 1902 | 1697 |
|  | 3.   | Sipe Avellino       | 34 | 26 | 17 | 9  | 1927 | 1691 |
|  | 4.   | Cor Roma            | 32 | 26 | 16 | 10 | 1918 | 1899 |
|  | 5.   | Anagni              | 32 | 26 | 16 | 10 | 1815 | 1835 |
|  | 6.   | Verga Palermo       | 30 | 26 | 15 | 11 | 1849 | 1782 |
|  | 7.   | Aclibk. Livorno     | 30 | 26 | 15 | 11 | 1836 | 1721 |
|  | 8.   | Cagliari            | 26 | 26 | 13 | 13 | 1867 | 1915 |
|  | 9.   | Gragnano            | 24 | 26 | 12 | 14 | 1651 | 1752 |
|  | 10.  | Florens Catanzaro   | 24 | 26 | 12 | 14 | 1759 | 1827 |
|  | 11.  | Stelle Marine Ostia | 22 | 26 | 11 | 15 | 1883 | 1917 |
|  | 12.  | Xerox Messina       | 20 | 26 | 10 | 16 | 1812 | 1879 |
|  | 13.  | Vis Gualdo Tadino   | 12 | 26 | 6  | 20 | 1618 | 2018 |
|  | 14.  | Filodoro Catania    | 4  | 26 | 2  | 24 | 1746 | 2040 |

Legenda:
      Partecipante ai play-off.
 Promossa dopo i play-off in Serie A1 1991-1992.
      Retrocessa direttamente in Serie B 1991-1992.
Regolamento:
Due punti a vittoria, zero a sconfitta.
In caso di arrivo a pari punti, contano gli scontri diretti e la classifica avulsa.

## Seconda fase
La seconda fase ha preso inizio il 27 aprile 1991 è si è conclusa il 30 maggio 1991.

### Play Off Girone Nord
|  | Semifinali | Semifinali | Semifinali | Semifinali | Semifinali |  |  | Finale | Finale | Finale | Finale | Finale |  |
|  |            |            |            |            |            |  |  |        |        |        |        |        |  |
|  | 1N         | Montecchio | Montecchio | Montecchio | Montecchio |  |  |        |        |        |        |        |  |
|  | 4N         | Bologna    | Bologna    | Bologna    | Bologna    |  |  |        |        |        |        |        |  |
|  | 2N         | Ferrara    | Ferrara    | Ferrara    | Ferrara    |  |  |        |        |        |        |        |  |
|  | 3N         | Lissone    | Lissone    | Lissone    | Lissone    |  |  |        |        |        |        |        |  |

### Play Off Girone Sud
|  | Semifinali | Semifinali       | Semifinali       | Semifinali       | Semifinali       |  |  | Finale | Finale | Finale | Finale | Finale |  |
|  |            |                  |                  |                  |                  |  |  |        |        |        |        |        |  |
|  | 1S         | Pitagora Pescara | Pitagora Pescara | Pitagora Pescara | Pitagora Pescara |  |  |        |        |        |        |        |  |
|  | 4S         | Cor Roma         | Cor Roma         | Cor Roma         | Cor Roma         |  |  |        |        |        |        |        |  |
|  | 2S         | Despar Pescara   | Despar Pescara   | Despar Pescara   | Despar Pescara   |  |  |        |        |        |        |        |  |
|  | 3S         | Avellino         | Avellino         | Avellino         | Avellino         |  |  |        |        |        |        |        |  |

## Verdetti
- Promosse in Serie A1:  Montecchio Maggiore,  Sireg Lissone,  Pitagora Pescara
- Retrocesse in Serie B:  Interclub Muggia,  Thermal Abano T.,  P.C.R. Messina,  Vis Gualdo Tadino,  Cstl Basket Catania